# Mary Eaton
Mary Eaton (29 januari 1901 - 10 oktober 1948) was een Amerikaanse actrice, zangeres, schrijfster en model.

## Levensloop en carrière
Eaton werd geboren in 1901 in een gezin van zeven kinderen, van wie er vier in de showbizz zouden gaan. Ook haar broer Charles Eaton en haar zussen Doris en Pearl werden bekend. In 1911 speelde ze met haar twee zussen in de theaterversie van The Blue Bird van Maurice Maeterlinck. In 1918 danste haar zus Pearl mee in de revue Ziegfeld Follies van Florenz Ziegfeld. Tussen 1920 en 1922 zou Mary ook bij dit gezelschap horen.
Eaton maakte haar debuut in de filmwereld in 1923 in de film His Children's Children. In The Cocoanuts (1929) speelde ze met The Marx Brothers.
Ze overleed in 1948 op 47-jarige leeftijd aan leverfalen na een jarenlang alcoholprobleem. Ze ligt begraven op het Forest Lawn Memorial Park.